# Stadtpfarrkirche Lienz

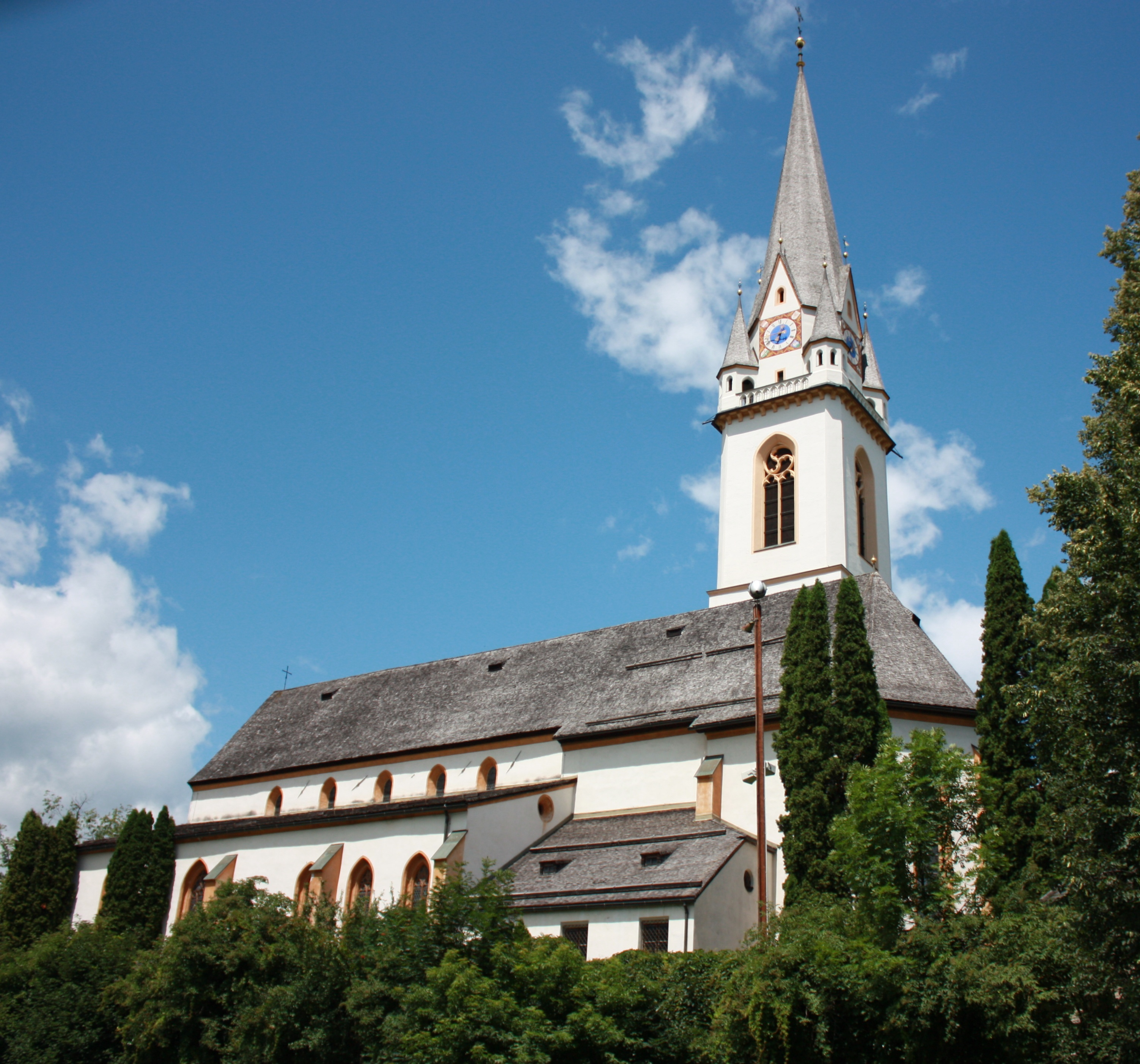
Stadtpfarrkirche St. Andrä

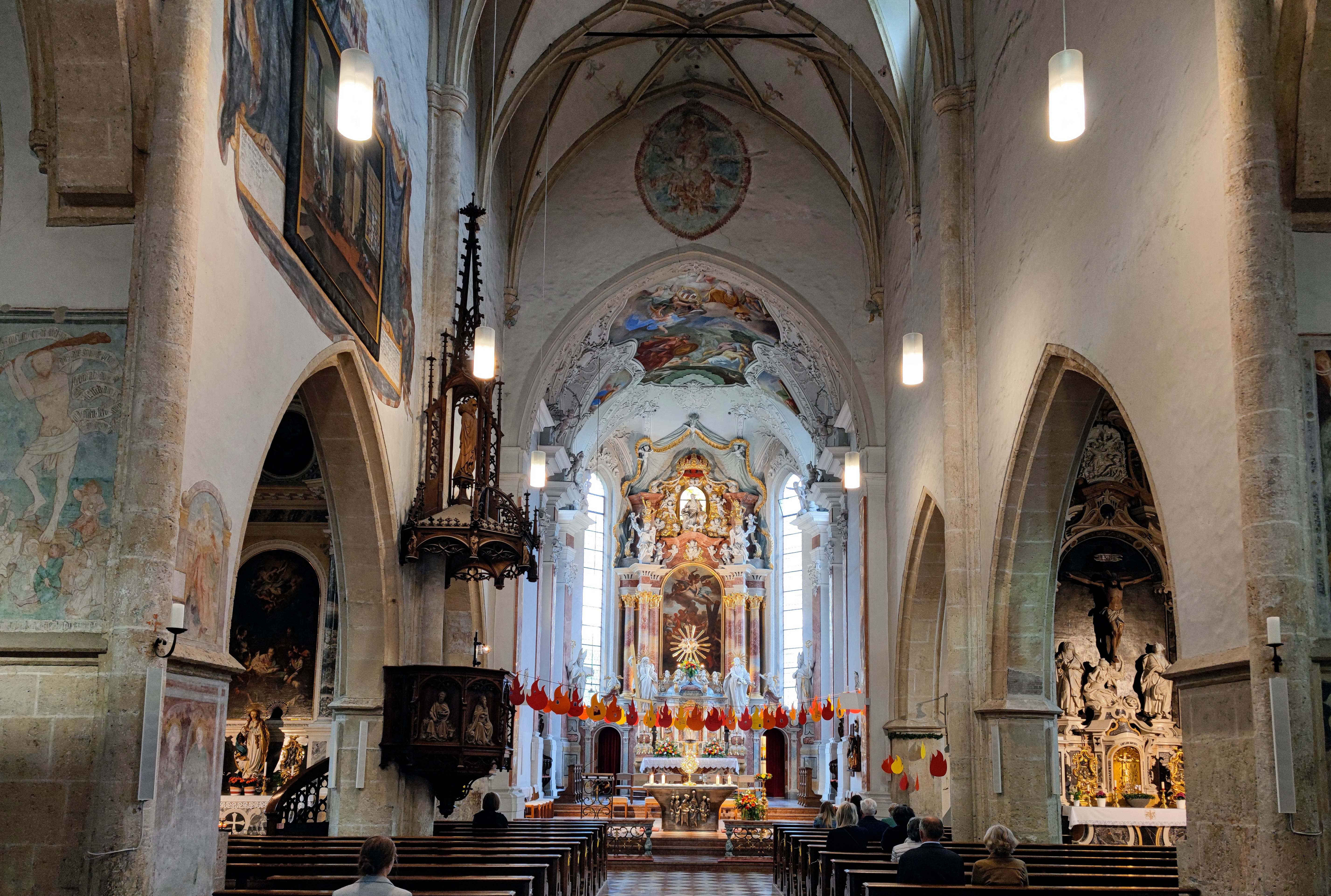
Innenraum

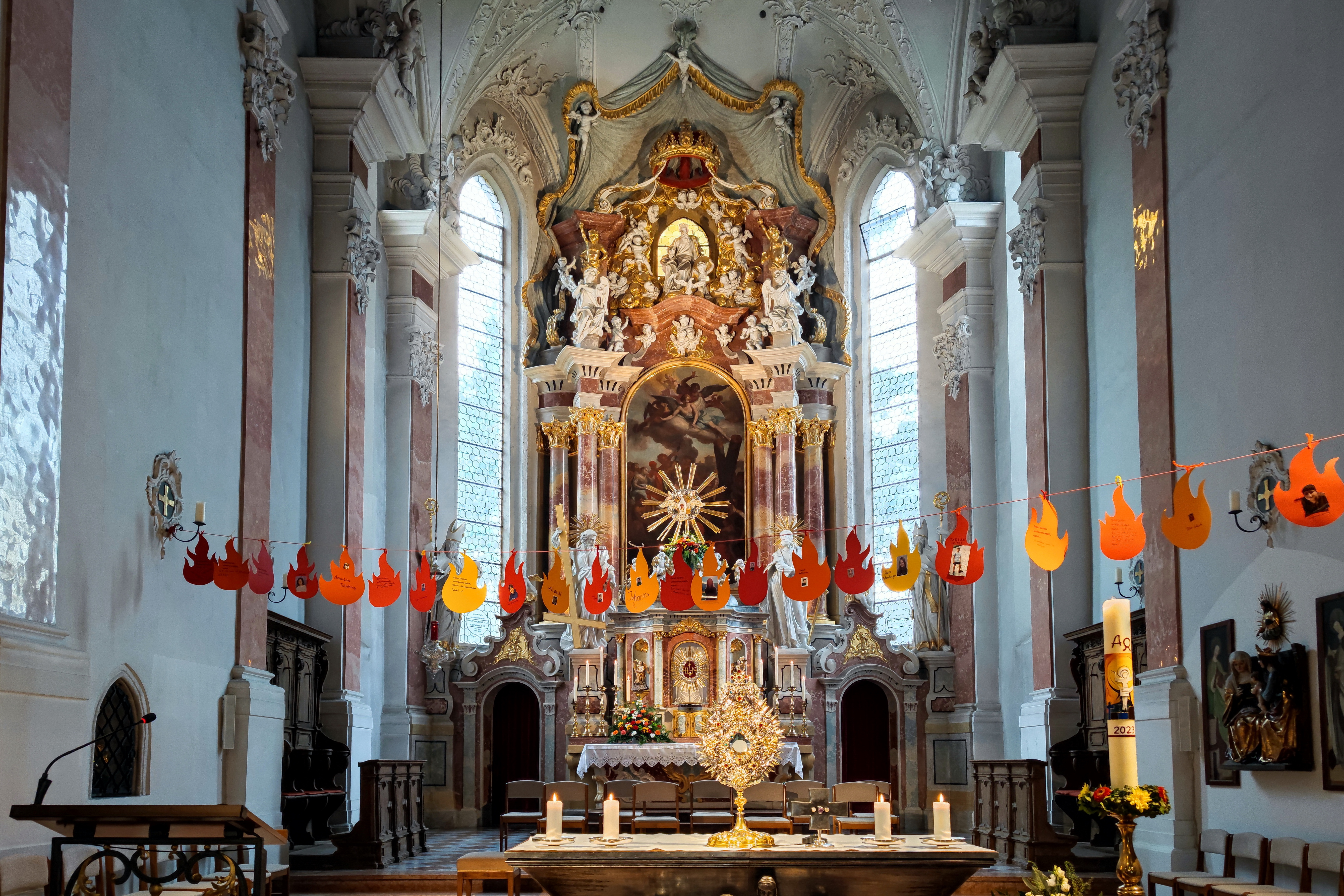
Altarraum

Die römisch-katholische Stadtpfarrkirche Lienz steht nördlich der Isel auf dem Pfarrbichl auf 692 Meter Seehöhe in der Stadtgemeinde Lienz in Osttirol. Die dem Patrozinium St. Andrä (30. November) unterstellte Pfarrkirche ist die Dekanatskirche vom Dekanat Lienz der Diözese Innsbruck. Die Kirche steht unter Denkmalschutz (Listeneintrag).

## Geschichte
Schon im 5. Jahrhundert stand auf dem Pfarrbichl, nördlich von Lienz, eine frühchristliche Kirche. 1204 weihte der Bischof von Pola hier eine romanische Kirche. Sie war einschiffig, mit Fresken geschmückt und wahrscheinlich mit einer Flachdecke versehen. Von diesem Gotteshaus stammen die zwei Portallöwen, die heute noch beim Haupttor stehen.
1430 begann die Görzer Bauhütte, im Auftrag des in Lienz residierenden Görzer Grafengeschlechts, mit dem großzügigen Umbau zu einer dreischiffigen gotischen Basilika. Allerdings hat nur die Südseite des Mittelschiffs Obergadenfenster, die nördliche Hochschiffswand ist fensterlos, die Kirche daher zur Hälfte eine Pseudobasilika. Auch diese, im Prinzip die heutige Kirche, wurde mit Fresken geschmückt und erhielt unter dem Chor eine Krypta. Der Innsbrucker Bildhauer Christoph Geiger schuf aus dunkelrotem Marmor die Grabplatten für den letzten Görzer Grafen Leonhard († 12. April 1500) und für Michael von Wolkenstein-Rodenegg († 1523) und dessen Gemahlin Barbara von Thun.
1737 zerstörte ein Blitz Turm und Kirchendach. Der Altarraum wurde nun barockisiert. Der Hauptaltar ist der prunkvollste Barockaltar Osttirols. Seine heutige neugotische Form erhielt der Turm nach der Umgestaltung des oberen Teils im Zeitraum 1907/09. Ende 1949 konnte, nach dessen „Einziehung“ im Zweiten Weltkrieg, wieder ein neues Geläut, bestehend aus sieben Glocken, angeschafft und geweiht werden.
Im 19. Jahrhundert wurde die Kircheneinrichtung (Bänke, Kanzel, Taufstein, Fenster) regotisiert und erhielt bei der letzten Renovierung von 1967 bis 1969 ihr heutiges Aussehen. Im Norden der Kirche wurde 1924/25 durch Architekt Clemens Holzmeister das Bezirkskriegerdenkmal mit der Kriegergedächtniskapelle errichtet. Darin befindet sich ein Gemäldezyklus von Albin Egger-Lienz. Der Künstler ist dort bestattet.
Nach jahrhundertelanger Zugehörigkeit zum Erzbistum Salzburg wurde die Pfarre 1808 Brixen unterstellt, für wenige Jahre Laibach, daraufhin wieder Brixen. Nach dem Ersten Weltkrieg wurde die Apostolische Administratur Innsbruck-Feldkirch eingerichtet, die 1964 in die Diözese Innsbruck umgewandelt wurde.

## Architektur
Es handelt sich im architektonischen Kern um einen gotischen Bau, der während verschiedenster Epochen mehrmals umgebaut wurde.

## Einrichtung

### Orgel
Die Orgel auf der Westempore wurde ursprünglich 1618 von dem Passauer Orgelbauer Andreas Butz erbaut. Nach einem Umbau durch Franz II. Reinisch 1888 beherbergt das erhaltene Butz-Gehäuse seit 1972 ein Orgelwerk der Firma Reinisch-Pirchner, in das einige erhaltene Pfeifen von Butz integriert wurden.

### Glocken
Es gab bereits Glocken vor dem Ersten Weltkrieg, die jedoch zu Kriegszwecken abgenommen wurden. Gießer und Gussdatum sind nicht bekannt. Neun Jahre nach Ende des Krieges (1927) konnten sieben Glocken, durch die Glockengießerei Grassmayr, angeschafft werden. Diese mussten 1942 erneut Kriegszwecken weichen. Erst 1949 konnte das heutige Geläut, wiederum aus sieben Glocken bestehend und von der Glockengießerei Grassmayr angefertigt, angeschafft und geweiht werden. Interessant hierbei ist, dass es zwei Glockenweihurkunden gibt. Eine stammt vom 24. Juni 1949, die zweite vom 4. Februar 1950. Grund für eine zweite Urkunde bestand in der unreinen Glockendisposition vom Guss 1949, sodass im Jahre darauf die Glocken drei und sechs umgegossen werden mussten. Glocke 7 scheint älteren Datums zu sein. Vermutlich ist sie die übrig gebliebene Glocke aus dem Geläut vom Jahr 1927.
Obwohl das Geläut immer wieder auf einem vertieften h0 angegeben wird, sind sich Glockenexperten durch Absprache einig. Es erklingt in einem erhöhten b0.
Der Glockenstuhl ist zweigeschoßig und dreifächrig aufgebaut. Die Anlage ist elektrifiziert, und alle Glocken sind mit Klöppelfängern ausgestattet. Das Geläut zählt den größten Osttirols.
| Nr. | Name                   | Gussjahr | Gießer und Gussort   | Durchmesser (mm) | Gewicht (kg) | Nominal (HT-1/16) | Inschrift                                     |
| --- | ---------------------- | -------- | -------------------- | ---------------- | ------------ | ----------------- | --------------------------------------------- |
| 1   | Christkönigsglocke     | 1949     | Grassmayr, Innsbruck | 1650             | 2693         | b0 +6             | O REX GLORIAE CHRISTE VENI CUM PACE ALLELUJA. |
| 2   | Hl. Andreas Glocke     | 1949     | Grassmayr, Innsbruck | ≈1450            | 1937         | des1 0+6          |                                               |
| 3   | Marienglocke           | 1950     | Grassmayr, Innsbruck | ≈1250            | 1294         | es1 0+6           |                                               |
| 4   | Hl. Josef Glocke       | 1949     | Grassmayr, Innsbruck | ≈1050            | 0764         | ges1 0+6          |                                               |
| 5   | Hl. Mutter Anna Glocke | 1949     | Grassmayr, Innsbruck | ≈0970            | 0517         | as1 0+6           |                                               |
| 6   | Schutzengelglocke      | 1950     | Grassmayr, Innsbruck | ≈0850            | 0353         | b1 0+6            |                                               |
| 7   | Michaelsglocke         | 1927     | Grassmayr, Innsbruck | ≈0730            | 0200         | des2 0+6          |                                               |

Der Läuteordnung von St. Andrä liegt der Gedanke zu Grunde, dass sich im Geläut der Rang des Tages widerspiegeln sollte. So kommt an den Festtagen ein besonders großes Geläut zum Einsatz, an Werktagen ein kleines Teilgeläut. Eine Besonderheit der Läuteordnung ist die nicht allzu lange Läutedauer; es meistens 2 bis 3 Minuten, selten länger als 5 Minuten geläutet. Bei mehrstimmigen Geläuten beginnt stets die größte Glocke des vorgesehenen Geläuts als erstes, nach ein paar Sekunden kommt die nächstkleinere Glocke hinzu, nach ein paar Sekunden dann die nächstkleinere usw. Hört das Geläut wieder auf, schweigt zuerst die kleinste Glocke des vorgesehenen Geläuts, nach ein paar Sekunden die nächstgrößere usw.
|                                                                                              | Festtage | Kleinere Festtage | Sonntage | Werktage |
| -------------------------------------------------------------------------------------------- | -------- | ----------------- | -------- | -------- |
| Vorabendmesse: - Vorläuten (15 min. vor Beginn) - Zusammenläuten (5 min. vor Beginn)         | 1 1–6    | 2 2–6             | 3 3–6    | -        |
| Hauptmesse: - Vorläuten (15 min. vor Beginn) - Zusammenläuten (5 min. vor Beginn) - Wandlung | 1 1–6 1  | 2 2–6 2           | 3 3–6 3  | 4 4–6 -  |
| Angelus - 07:00 - 12:00 - 19:00 (mit Nachläuten)                                             | 1 1 1/6  | 2 2 2/6           | 3 3 3/6  | 4 4 4/6  |

Zur Wandlung (Einsetzungsbericht) wird in zwei Sätzen geläutet; nach den Worten „Das ist mein Leib, der für euch hingegeben wird“ schweigt die Glocke kurz. Das Angelusläuten findet in drei Sätzen statt (jeweils 30 Sekunden mit 5 Sekunden Pause dazwischen). Das Angelusläuten am Vorabend eines Festtages oder Sonntags gehört bereits zu diesem. So wird z. B. am Samstag um 19:00 nicht mit Glocke 4 (Werktage), sondern mit Glocke 3 (Sonntage) geläutet. Jeden Donnerstagabend erklingt nach dem Angelus und dem Nachläuten Glocke 2 zum Gedenken der Todesangst Jesu Christi am Ölberg. Jeden Freitag läutet Glocke 2 zum Gedenken des Todes Jesu Christi am Kreuz (Sterbestundeläuten). Bei einem Begräbnis läutet 15 min. vor Beginn Glocke 3, 5 min. vor Beginn noch einmal Glocke 3 und dann während der Prozession zum Grabe die Glocken 2, 3, 4, 5, 6 (der Städtische Friedhof befindet sich in unmittelbarer Nähe). Zum Gloria der Abendmahlsmesse läuten die Glocken 1–6; danach entfällt jegliches Läuten bis zum Gloria der Osternachtsfeier, bei dem wiederum die Glocken 1–6 erklingen.
In vielen Tiroler Gemeinden läutet die kleinste Glocke (Sterbeglocke) einer Kirche mit den anderen Glocken nicht mit, sondern erklingt nur solistisch anlässlich eines Todesfalles. Auch in der Stadtpfarrkirche St. Andrä läutet die kleinste Glocke (Nr. 7) mit den anderen Glocken nicht mit. Sie erklingt aber auch nicht solistisch anlässlich eines Todesfalles, da dies in einer Stadtgemeinde zu beinahe täglichem Läuten führen würde. Lediglich einmal im Jahr ist im Rahmen des Geläuts für die Verstorbenen Glocke 7 zu hören. Unmittelbar nach dem Angelusläuten am Allerheiligentag um 12:00 findet das Trauergeläut für die Verstorbenen seit dem letzten Allerheiligentag statt. Dabei erklingt von 12:02 bis 12:10 das Plenum (1–7), danach läutet jede Glocke jeweils 2 Minuten alleine (beginnend mit der kleinsten) und von 12:25 bis 12:32 erklingt nochmals das Plenum (1–7).

## Stadtpfarrer und Dekane (ab 1234)
Mit Eberhardus plebanus de Lunz (Eberhard, Pfarrer von Lienz) wurde der erste Stadtpfarrer 1234 von St. Andrä erwähnt. Bis 1440 sind keine Stadtpfarrer dokumentiert. Am 7. Juli 1624 wurde das Dekanat Lienz gegründet und somit wurde die Stadtpfarrkirche zur Dekanatspfarrkirche erhoben.
| Name                                             | Zeit      | Lebensdaten                                                             | Bemerkungen |
| ------------------------------------------------ | --------- | ----------------------------------------------------------------------- | --- |
| Eberhardus                                       | 1234      |                                                                         | Erster dokumentierter Pfarrer von Lienz/St. Andrä |
| Georg Staudacher                                 | 1440–1460 |                                                                         | |
| Balthasar Merklin                                | 1516–1528 | * um 1479 in Waldkirch † 28. Mai 1531 in Trier                          | Merklin war ein nicht resendierender Stadtpfarrer, er ließ sich durch Vikare in Lienz vertreten |
| Sigmund Freiherr Han von Hanberg                 | 1528–1530 |                                                                         | |
| Christoph von Madruz                             | 1530–1539 | * 5. Juli 1512 auf Castel Madruzzo in Calavino † 5. Juli 1578 in Tivoli | Er war ab 1539 Fürstbischof von Trient, ab 1542 Kardinal und nicht resendierender Stadtpfarrer von Lienz |
| Mathias Löllius                                  | 1562–1578 |                                                                         | Ab 1578 Pfarrer von Kals am Großglockner |
| Jonas Nürnberger                                 | 1578–1595 | † 4. April 1595 in Lienz                                                | |
| Peter Payer                                      | 1603–1606 |                                                                         | Pfarrer von Brixen von 1598 bis 1603 |
| Leonhard Honigler                                | 1606–1623 |                                                                         | |
| Johann Herndl                                    | 1623–1628 | † 13. Dezember 1628 in Lienz                                            | Ab 1624 1. Dekan vom Dekanat Lienz |
| Christian Klettenhammer                          | 1629–1663 | † 18. November 1663 in Lienz                                            | Dekan von Lienz 1629 bis 1663 |
| Con. Paulus von Dinzel                           | 1664–1680 | * 30. Juni 1630 in Innichen † 12. April 1680 in Lienz                   | Dekan von Lienz 1668 bis 1680 |
| Johann Adam Vogel                                | 1680–1698 | † 25. Jänner 1698 in Lienz                                              | Dekan von Lienz 1680 bis 1698 |
| Karl Cyriak Trojer                               | 1698–1727 | † 10. Februar 1732 in Lienz                                             | Dekan von Lienz 1698 bis 1732 |
| Karl Nikolaus Hiltprandt von Reinegg             | 1727–1763 | † 8. Februar 1773 in Brixen                                             | Dekan von Lienz 1757 bis 1763 Propst von Brixen 1763 bis 1773 |
| Felix Freiherr von Baderskirchen und Streitenegg | 1763–1780 | † 28. Juli 1780 in Lienz                                                | Dekan von Lienz 1763 bis 1780 |
| GR Karl Freiherr von Tschiderer                  | 1780–1782 |                                                                         | Dekan von Lienz 1780 bis 1782 |
| Johann von Sterzinger                            | 1782–1797 |                                                                         | Dekan von Lienz 1782 bis 1799 |
| Con. Anton Alderik von Jäger                     | 1800–1815 | * 31. Jänner 1746 in Innichen † 27. August 1819 in Bozen                | Chorherr von Wilten von 1766 bis 1819 Dekan von Lienz 1800 bis 1815 Propst von Bozen 1815 bis 1819 |
| Johann Nepomuk Ignaz Stanislaus Althuber         | 1815–1835 | * 2. Mai 1768 in Taisten † 10. Oktober 1835 in Lienz                    | Provisor und Pfarrer von Tristach von 1793 bis 1815 Dekan von Lienz 1815 bis 1835 |
| GR Johann Zoderer                                | 1836–1849 | * 10. Jänner 1789 in Prad in Vintschgau † 25. März 1849 in Lienz        | Pfarrer von Stilfs von 1815 bis 1816 Professor in Brixen 1816 bis 1836 Dekan von Lienz 1836 bis 1849 Schulinspektor in Lienz von 1836 bis 1849 |
| GR Matthäus Volderauer                           | 1849–1872 | * 8. September 1808 in Natters † 18. November 1872 in Lienz             | Dekan von Lienz 1849 bis 1872 Schulinspektor in Lienz von 1849 bis 1872 |
| GR Jakob Stoll                                   | 1873–1881 | * 20. November 1820 in Taisten † 14. September 1881 in Lienz            | Dekan von Lienz von 1873 bis 1881 |
| GR Eduard von Ziegelauer                         | 1882–1900 | * 23. Juli 1841 in Bruneck † 16. März 1900 in Lienz                     | Dekan von Windisch-Matrei 1877 bis 1882 Dekan von Lienz 1882 bis 1900 |
| GR Josef Baur                                    | 1900–1909 | * 8. März 1839 in Toblach † 26. Juli 1909 in Lienz                      | Pfarrer von Winnebach und Terenten bis 1900 Dekan von Lienz 1900 bis 1909 |
| Mons. Gottfried Stemberger                       | 1909–1938 | * 26. März 1861 in Bruneck † 4. September 1938 in Lienz                 | Pfarrer von Telfes 1895–1897 Pfarrer von Niederdorf 1897 bis 1909 Dekan von Lienz 1909 bis 1938 |
| Mons. Alois Budamair                             | 1938–1966 |                                                                         | Pfarrer von Telfs bis 1938 Dekan von Lienz 1938 bis 1966 |
| Mons. Johannes Steinringer                       | 1966–1977 |                                                                         | Dekan von Lienz 1966 bis 1977 |
| Mons. Josef Holaus                               | 1977–1986 |                                                                         | Dekan von Matrei 1967 bis 1977 Dekan von Lienz 1977 bis 1986 |
| Con. Josef Huber                                 | 1986–1999 |                                                                         | Pfarrer von Ötztal Bahnhof und Haimingerberg 1973 bis 1985 Pfarrer von Debant 1985 (284 Tage) Dekan von Lienz 1986 bis 1993 Pfarrer von Ainet 1999 bis 2006 Pfarrmoderator von Schlaiten 2002 bis 2006 Pfarrmoderator von Mittewald 2006 bis 2013 |
| Con. Edi Niederwieser                            | 1999–2005 |                                                                         | |
| Jean Paul Quedraogo                              | 2005–2018 |                                                                         | |
| Franz Trojer                                     | seit 2018 |                                                                         | Dekan von Lienz seit 2018 Von 1993 bis 2018 war der Pfarrer von der Pfarre hl. Familie Dekan von Lienz |